# Rinus Michels
Marinus ("Rinus") Jacobus Hendricus Michels (9. februar 1928 – 3. marts 2005) var en hollandsk fodboldspiller og fodboldtræner.

## Profil
Rinus Michels repræsentede to hold i sin aktive karriere: Ajax Amsterdam og det hollandske landshold.
Trods en flot aktiv karriere var det hovedsageligt som fodboldtræner og fodboldtænker, at Michels slog sit navn fast på fodboldens verdensscene. Som klubtræner har har bl.a. vundet Europa Cuppen for Mesterhold med Ajax Amsterdam og den spanske liga med FC Barcelona.
Men det var hans fire perioder i spidsen for Hollands landshold, der gjorde ham til en trænerlegende. Med Rinus Michels ved roret nåede Holland finalen ved VM i 1974 og vandt EM i 1988. 
Især halvfjerdserholdet imponerede med fejende flot, offensiv fodbold anført af Johan Cruyff. Det var med dette hold, at Michels introducerede den nytænkende spillestil, der senere blev kendt som totalfodbold. Taktisk tog Michels udgangspunkt i, at alle markspillere måtte besidde de taktiske og tekniske evner til – primært – at deltage i det offensive spil.
I 1999 blev Rinus Michels kåret til århundredets træner af FIFA.